# Ed Feingersh
Ed Feingersh (21. dubna 1925, Brooklyn – 1961 New York) byl americký fotograf, studoval fotografii u Alexeje Brodovitche na Nové škole. Později pracoval jako fotožurnalista pro agenturu Pix Publishing. Jeho talent na fotografii s využitím dostupného osvětlení za zdánlivě nemožných podmínek byl dobře znám. Nejznámější jsou jeho obrazy Marilyn Monroe, ale během 50. let byl plodným fotožurnalistou. Dvě z jeho náladových fotografií jazzových interpretů vybral Edward Steichen pro světovou výstavu MoMA Lidská rodina.

## Kariéra
Ed Feingersh fotografoval Marilyn Monroe pro časopis Redbook v březnu 1955. Ilustroval příběh, který sledoval Monroe během její každodenní rutiny, fotografie byly reportážní, bez použití blesku a v dostupném světle. Herečka a její nový partner z produkční společnosti Milton Greene doporučili Edu Feingershe redakci časopisu podle svého výběru.
V roce 1987, 26 let po smrti Eda Feingershe, objevil archivář Michael Ochs několik jeho ruliček negativů Marilyn Monroe. Mezi nimi byl i snímek pořízený na objednávku časopisu Redbook v týdnu od 24. do 30. března 1955. Byly to jediné nefalšované snímky Monroe pořízené speciálně pro publikaci.